# Trematopygus melanocerus
Trematopygus melanocerus är en stekelart som först beskrevs av Johann Ludwig Christian Gravenhorst 1829.  Trematopygus melanocerus ingår i släktet Trematopygus och familjen brokparasitsteklar. Inga underarter finns listade i Catalogue of Life.